# انیکا تامبانگ
انیکا تامبانگ (انگلیسی: Aneka Tambang) شرکت دولتی معدن اندونزیایی است، که در سال ۱۹۶۸ تأسیس شد.